# Alan Macfarlane
Alan Donald James Macfarlane (* 20. Dezember 1941 in Shillong, Indien) ist ein britischer Anthropologe und Historiker sowie emeritierter Professor am King’s College (Cambridge). Seine Gebiete sind die britische Geschichte in der Frühen Neuzeit sowie die Geschichte von Nepal, Indien, Japan.

## Leben
Macfarlane stammt aus einer wohlhabenden britischen Teepflanzerfamilie in Assam und nach der Schulzeit in englischen Privatschulen studierte er Geschichte in Oxford. Den PhD erwarb er mit der Studie Witchcraft prosecutions in Essex, 1560–1680: A Sociological Analysis, 1967. Daneben erwarb er einen Master in Anthropologie mit The regulation of marital and sexual relationships in 17th century England an der London School of Economics 1968 und einen zweiten Doktortitel mit Population and resources in central Nepal 1972 an der School of Oriental and African Studies der University of London. Von dort ging er an das King’s College, 1975 wurde er Lektor an der Universität Cambridge in Sozialanthropologie und 1991 dort Professor. 2009 trat er in den Ruhestand, er blieb Fellow im King’s College.
Macfarlane war eine Zeitlang zur ethnologischen Feldforschung in Nepal bei den Gurung: Die Studie Resources and Population (1976) hielt die Ergebnisse zur Ressourcenknappheit fest.
Er ist Mitglied der British Academy seit 1986 und der Royal Historical Society.

## Werk
Die frühen Studien zu Hexen und zum Geistlichen Josselin in Essex zeigen einen sozialhistorischen Ansatz, der in vielem der Annales-Schule ähnelt. Seine parallel entwickelten Interessen für Nepal und Indien zeigen den Wechsel in die Anthropologie. Ein weiteres breites Thema ist der Übergang der englischen Gesellschaft in die Moderne und den Kapitalismus, das sich an Max Weber anlehnt. Die Monographien zur Glasgeschichte und zum Teeanbau (mi seiner Mutter) zeigen einen globalhistorischen Ansatz.

## Schriften
- Witchcraft in Tudor and Stuart England: A Regional and Comparative Study, 1970;
- The Family life of Ralph Josselin: A Seventeenth Century Clergyman - An Essay in Historical Anthropology, 1970; (Mikrostudie zu einer Familie im frühneuzeitlichen England)
- Hg.: Resources and Population, 1976;
- Hg.: The Diary of Ralph Josselin, 1976;
- Reconstructing Historical Communities, 1977;
- Origins of English Individualism: The Family, Property and Social Transition, 1978;
- The Justice and the Mare's Ale: Law and Disorder in Seventeenth-century England, 1981;
- A Guide to English Historical Records, 1983;
- Marriage and Love in England: Modes of Reproduction 1300–1840, 1986; (umfassende sozialanthropologische Studie)
- The Culture of Capitalism, 1987;
- The Nagas: Hill Peoples of Northeast India Society, Culture and the Colonial Encounter, Thames and Hudson 1990
- Gurungs of Nepal: A Guide to the Gurungs, 1992;
- The Riddle of the Modern World: Of Liberty, Wealth and Equality, Macmillian 2000;
- The Invention of the Modern World, Odd Volumes of The Fortnightly Review 2003;
- The Glass Bathyscaphe: How Glass Changed The World, 2002;
  - Eine Welt aus Glas: Kulturgeschichte einer Entdeckung, Claassen 2004, ISBN 978-3-546-00353-7
- Green Gold: The Empire of Tea, 2003;
- Individualism, Capitalism and the Modern World, 2013;
- Imperialism and Colonialism. Christopher Bayly, Richard Rathbone and Richard Drayton, Interviews, 2022, ISBN 978-1-032-22811-2

## Einzelbelege
1. ↑  Alan Macfarlane King's College Cambridge history anthropology. Abgerufen am 31. Juli 2022.
2. ↑  Authored and Edited Work. Abgerufen am 30. Juli 2022.

| Personendaten    | Personendaten                                      |
| ---------------- | -------------------------------------------------- |
| NAME             | Macfarlane, Alan                                   |
| ALTERNATIVNAMEN  | Macfarlane, Alan Donald James (vollständiger Name) |
| KURZBESCHREIBUNG | britischer Historiker und Anthropologe             |
| GEBURTSDATUM     | 20. Dezember 1941                                  |
| GEBURTSORT       | Shillong, Indien                                   |